# نگاهت که می‌کنم
نگاهت که می‌کنم (به انگلیسی: When I Look at You) یک تصنیف است که توسط خواننده و بازیگر مشهور آمریکایی، مایلی سایرس خوانده شده‌است. این آهنگ توسط هیلاری لیندزی و جان شانکس نوشته شده و شانکس تهیه‌کننده این آهنگ است. این آهنگ در ۱۰۰ آهنگ برتر بیلبورد رتبه ۱۶ به دست آورد.